# Lijst van voetbalinterlands Albanië - Montenegro
Deze lijst van voetbalinterlands is een overzicht van alle officiële voetbalwedstrijden tussen de nationale teams van Albanië en Montenegro. De landen hebben tot op heden twee keer tegen elkaar gespeeld. De eerste ontmoeting was een vriendschappelijke wedstrijd in Podgorica op 25 mei 2010. Het laatste duel, eveneens een vriendschappelijke wedstrijd, vond plaats op 10 augustus 2011 in Shkodër.

## Wedstrijden
| № | Plaats    | Datum            | Competitie        | Wedstrijd            | Uitslag |
| - | --------- | ---------------- | ----------------- | -------------------- | ------- |
| 1 | Podgorica | 25 mei 2010      | Vriendschappelijk | Montenegro – Albanië | 0 – 1   |
| 2 | Shkodër   | 10 augustus 2011 | Vriendschappelijk | Albanië – Montenegro | 3 – 2   |

## Samenvatting
| Competitie        | Totaal gespeeld | Winst Albanië | Gelijk | Winst Montenegro | Doelsaldo Albanië – Montenegro |
| ----------------- | --------------- | ------------- | ------ | ---------------- | ------------------------------ |
| Vriendschappelijk | 2               | 2             | 0      | 0                | 4 − 2                          |
| Totaal            | 2               | 2             | 0      | 0                | 4 − 2                          |

Wedstrijden bepaald door strafschoppen worden, in lijn met de FIFA, als een gelijkspel gerekend.

## Details

### Eerste ontmoeting
| Vriendschappelijk (Podgorica, Montenegro, 25 mei 2010): |       |                  |
| Montenegro                                              | 0 – 1 | Albanië          |
|                                                         | goals | 79' Hamdi Salihi |

### Tweede ontmoeting
| Vriendschappelijk (Shkodër, Albanië, 10 augustus 2011): |       |                                   |
| Albanië                                                 | 3 – 2 | Montenegro                        |
| Erjon Bogdani 33' Jahmir Hyka 64' Hamdi Salihi 69'      | goals | 40' Stefan Savić 49' Stefan Savić |